# МАС-1
МАС-1 (ЛТ-1) — радянський проєкт колісно-гусеничного малого по масі літаючого танка міжвоєнного періоду. Розроблявся в ініціативному порядку інженером Михайлом Смалько в 1937 році. Відрізнявся великою оригінальністю конструкції, зокрема — обтічною формою корпусу та наявністю складних пристосувань для подолання перешкод по повітрю, які монтувалися прямо на корпусі машини. У зв'язку з високою технічною складністю та сумнівними розрахунковими технічними характеристиками, проєкт не вийшов зі стадії макетування.

## Історія створення
У травні 1937 році групою конструкторів за первинним проєктом інженера Михайла Смалько був розроблений проєкт літаючого танка на базі БТ-7 зі складними висувними крилами, хвостовим оперенням та повітряним гвинтом, що отримав позначення МАС-1 (рос. Малый Авиационный Смалько, первый), або ЛТ-1 (рос. Летающий Танк, первый). Машину передбачалося використовувати для проведення наземної та повітряної розвідки, участі в авіадесантних операціях, забезпечення глибоких рейдів кінноти та подолання по повітрю великих природних та штучних перешкод під час наземних операцій. У тому ж році був виготовлений дерев'яний макет машини, проте незабаром проєкт був визнаний безперспективним, і роботи над ним були припинені.

## Опис конструкції
Згідно з проєктом, МАС-1 являв собою пристосовану для пересування на землі і по повітрю машину спеціальної конструкції, створену на базі вузлів та агрегатів легкого колісно-гусеничного танка БТ-7. Компонування танку було наступне: моторне відділення в носовій частині корпусу, суміщені відділення управління та бойове відділення — в середній частини та трансмісійне — в кормовій. Екіпаж складався з двох осіб — механіка-водія та командира танка, що виконував також функції стрільця і радиста. Члени екіпажу розміщувалися в корпусі танка один за одним, при цьому сидіння командира жорстко пов'язувалося з баштою. Посадка та висадка екіпажу здійснювалися через люк над моторно-трансмісійним відділенням.

### Броньовий корпус і башта
Корпус танка мав виготовлятися з катаних броньових листів товщиною 3, 4, 7 і 10 мм. Для поліпшення аеродинамічних властивостей машини йому було додано обтічні обриси. башта — напівсферична, з катаних броньових листів товщиною 10 мм.

### Озброєння

Макет танка МАС-1, вид спереду. Добре видно розташування озброєння машини

Танк планувалося оснастити двома спареними 12,7-мм крупнокаліберними кулеметами ДК у башті і 7,62-мм авіаційним кулеметом ШКАС в корпусі, пристосованим для стрільби через канал вала гвинта. Для здійснення прицілювання були призначені телескопічні оптичні приціли. Боєкомплект становили 2000 патронів до кулеметів ДК і 3000 патронів до кулемета ШКАС.

### Засоби спостереження та зв'язку
Екіпаж міг здійснювати спостереження через оглядові щілини, захищені триплексами.
Для забезпечення зв'язку в бойовому відділенні кожної машини повинна була бути встановлена стандартна радіостанція 71-ТК з поручневою антеною на башті.

### Двигун та трансмісія
Як силовий агрегат був обраний карбюраторний V-подібний 12-циліндровий авіаційний двигун водяного охолодження М-17бі потужністю 716 к.с. У передній частині двигуна розташовувалися передача на повітряний гвинт, механізм складання лопатей та масляний бак, а з обох боків від нього — радіатори рідинного охолодження. Для доступу до двигуна під час його роботи перегородка між моторним відділенням та відділенням управління була розбірною та обладнувалася люками. У верхньому та нижньому броньових листах передбачалися люки для огляду двигуна та демонтажу водяної помпи та масляного насоса відповідно. З трансмісією двигун з'єднувався за допомогою карданного вала. Головна фрикційна муфта, згідно з проєктом, мала два варіанти розміщення — в моторному або в трансмісійному відділенні.
В трансмісійному відділенні розміщувалися чотиришвидкісна (чотири швидкості вперед, одна назад) механічна коробка перемикання передач, головна фрикційна муфта (другий варіант розміщення), дві бортових фрикційних муфти сухого тертя, два бортових редуктора та механізм складання крил і хвостового оперення, а також дві акумуляторні батареї і два паливних бака загальною ємністю 480 л. Огляд коробки перемикання передач та регулювання бортових фрикціонів повинні були здійснюватися через люки над відділенням. На головному валу коробки передач перебували бортові фрікціони та стрічкові гальма з накладками феродо. Привід від неї на ведучі колеса повинен був здійснюватися за допомогою бортових редукторів на гусеничному ходу і за допомогою передач-«гітар» — на колісному.

### Ходова частина

Макет танка МАС-1. Гусеничні стрічки надіті, пристосування для польоту частково розкриті

Макет танка МАС-1. Гусеничні стрічки зняті, пристосування для польоту розкриті повністю

Ходова частина — колісно-гусенична, для польоту повинні були використовуватися складні висувні крила та хвостове оперення, а також складаний повітряний гвинт.
Підвіска — типу Крісті, індивідуальна, на горизонтальних пружинах. Ходова частина, стосовно одного борту, складалася з чотирьох опорних котків з гумовими бандажами, переднього напрямного колеса з механізмом натягу гусениці та заднього ведучого колеса. На колісному ходу передня пара опорних котків ставала керованою, а задня — ведучою.
Складні та висувні крила машини прямої форми складалися з поворотних зовнішньої та висувної внутрішньої половин. Кріпилися до корпусу машини за схемою «середньоплан» зовнішня половина крила мала можливість повороту на 90 ° назад навколо осі кріплення; внутрішня половина крила висувалася з зовнішньої за допомогою механізму з приводом від двигуна танка та механічно стопорилася. Обшивка складних крил виконувалася з броньованої сталі, висувних — з нержавіючої. Розмах крил у розгорнутому положенні досягав 16,2 м, а площа — 32 м².
Висувне хвостове оперення згідно з проєктом складалося з стабілізатора, кіля та рулів висоти та направлення, розташованих на кінцях чотирьох попарно з'єднаних лонжеронів, які в свою чергу кріпилися всередині корпусу танка на спеціальних каретках та висувалися або засувалися одночасно з крилами.
У носовій частині корпусу повинен був знаходитися складаний дволопатевий повітряний гвинт. При використанні машини на місцевості металеві лопаті, що кріпилися під втулкою гвинта на спеціальних осях, за допомогою двох важелів з тягами механізму що складається поверталися назад та повністю прибиралися в призначені для них горизонтальні ніші корпусу, які закривалися механізованими броньовими стулками.
Управління машиною на гусеничному ходу здійснювалося за допомогою двох важелів бортових фрикціонів, на колісному — за допомогою рульового колеса, а в польоті — двома педалями приводу керма висоти та елеронів.

## Оцінка проєкту
Пристосування для польоту, що перевозилися на танку в складеному вигляді та покликані підвищити універсальність та мобільність машини, в той же час в рази ускладнювали її конструкцію навіть у порівнянні з іншими проєктами аналогічних машин; аналогічний вплив надавали і заходи, покликані поліпшити аеродинаміку машини. Надмірна складність конструкції неминуче призвела б до значного підвищення вартості та трудомісткості виробництва танка та різко негативно позначилася б на надійності та ремонтопридатності машини. Таке сталося, наприклад, з дослідним середнім танком ТГ, створеним в той же період, що і МАС-1, і вирізнявся високою прогресивністю та складністю конструкції для свого часу.
Ряд розрахункових технічних характеристик машини видається сумнівним, зокрема — дальність польоту за 800 км (велика, ніж у багатьох військових літаків того періоду).
Крім того, МАС-1 мав специфічні недоліки, загальні, втім, для всіх представників концепції «літаючого танка». Такими були недостатня аеродинаміка конструкції для забезпечення стабільного польоту (у випадку з МАС-1 залишалася очевидною навіть незважаючи на вжиті конструкторами заходи в цьому напрямку), вузькість застосування, низька ефективність в наземному бою (так, кулеметне озброєння МАС-1 дозволяло боротися лише з незахищеними цілями, а бронювання поступалося такому навіть у базової машини), необхідність проводити навчання екіпажу одночасно керуванню літаком та танком, необхідність внесення істотних змін до військової доктрини у разі введення машини в стрій і так далі. Все це призвело до того, що машина, серед подібних проєктів відрізнялася найбільшою оригінальністю та найбільш повно об'єднала в собі риси літака та танка, виявилася в той же час найменш реалізованою та найменш доцільною для прийняття на озброєння, що і визначило її долю — залишитися «конструкторським курйозом», непридатним для практичної реалізації (і, тим більше, для серійного виробництва) та зупиненим на рівні «паперового» проєктування.